# 西珀里恩 (佛羅里達州)
西珀里恩（英語：West Perrien）是位於美國佛羅里達州邁阿密-戴德縣的一個人口普查指定地區。

## 地理
西珀里恩的座標為25°36′18″N 80°21′43″W / 25.60500°N 80.36194°W，而該地最高點為海拔高度3米（即10英尺）。

## 人口
根據2010年美國人口普查的數據，西珀里恩的面積為4.50平方千米，當中陸地面積為4.50平方千米，而水域面積為0.00平方千米。當地共有人口8600人，而人口密度為每平方千米1,911人。